# Dactylodenia lebrunii
Dactylodenia lebrunii là một loài thực vật có hoa trong họ Lan. Loài này được (E.G.Camus) Peitz mô tả khoa học đầu tiên năm 1972.